# Languan (häradshuvudort i Kina, Shaanxi, lat 34,16, long 109,31)
Languan är en häradshuvudort i Kina. Den ligger i provinsen Shaanxi, i den nordvästra delen av landet, omkring 40 kilometer öster om provinshuvudstaden Xi'an. Antalet invånare är 73 836. Befolkningen består av 37 144 kvinnor och 36 692 män. Barn under 15 år utgör 17,0 %, vuxna 15-64 år 74 %, och äldre över 65 år 7,0 %.
Runt Languan är det tätbefolkat, med 257 invånare per kvadratkilometer. Det finns inga andra samhällen i närheten. Trakten runt Languan består till största delen av jordbruksmark.
Genomsnittlig årsnederbörd är 688 millimeter. Den regnigaste månaden är september, med i genomsnitt 143 mm nederbörd, och den torraste är januari, med 4 mm nederbörd.